# Duilio Santagostino
Duilio Santagostino (Torino, 15 aprile 1914 – Torino, 6 ottobre 1982) è stato un calciatore italiano, di ruolo difensore.

## Carriera
Durante la sua carriera calcistica ha collezionato una presenza in Serie A con la maglia della Juventus, nella stagione 1932-1933 in Juventus-Fiorentina (5-0).
Contro la Fiorentina giocò anche una partita di Coppa Italia nel 1936.
Giocò altre due partite in Coppa dell'Europa Centrale, a Vienna e Genova contro l'Admira Vienna nel 1934.
Giocò poi nella Biellese dal 1937 al 1940 e nel Savigliano e Settimese le stagioni successive.

## Palmarès

### Club

#### Competizioni nazionali
- Campionato italiano: 3

Juventus: 1932-1933, 1933-1934, 1934-1935